# Nemesia fagei
Nemesia fagei là một loài nhện trong họ Nemesiidae.
Nemesia fagei được miêu tả năm 1931 bởi Frade & Bacelar.